# Liberté (film, 1937)
Pour les articles homonymes, voir Liberté (homonymie).
Pour plus de détails, voir Fiche technique et Distribution.
Liberté est un film français réalisé par Jean Kemm, sorti en 1937.

## Synopsis
Biographie romancée du sculpteur Bartholdi.

## Fiche technique
- Réalisation : Jean Kemm
- Scénario : Henry Dupuy-Mazuel, Georges André-Cuel, d'après le roman de Léopold Netter
- Dialogues : Jean-Paul Normand
- Décors : Claude Bouxin
- Chef-opérateur : Louis Chaix, Paul Portier
- Musique : Arthur Hoérée, Arthur Honegger
- Société de production : Films Artistiques Français
- Format : Noir et blanc
- Genre : Film biographique romancé
- Durée : 100 min
- Date de sortie : France : 1937

## Distribution
- Maurice Escande : le sculpteur Auguste Bartholdi, créateur de la statue de la Liberté
- Marie-Louise Derval : Mme Bartholdi mère
- Jacqueline Brandt : Lisette
- Lucien Gallas : Griboud
- Milly Mathis : Nine
- Rivers Cadet : Jund
- Germaine Rouer : Jeanne
- Marcelle Samson : Madame Navarre
- Jean Chevrier
- Edy Debray
- Gabriel Farguette
- Lise Florelly
- Louis Gauthier
- Roland Gilles
- Jacques Vitry